# خوزبا گارمندیا
خوزبا گارمندیا (انگلیسی: Joseba Garmendia؛ زادهٔ ۴ اکتبر ۱۹۸۵) بازیکن فوتبال اهل اسپانیا است.
از باشگاه‌هایی که در آن بازی کرده‌است می‌توان به باشگاه فوتبال رئال مورسیا، باشگاه فوتبال نومانسیا، باشگاه فوتبال میراندس، باشگاه فوتبال ژیرونا، باشگاه فوتبال اتلتیک بیلبائو، و باشگاه فوتبال اتلتیک بیلبائو بی اشاره کرد.